# Aleksander Pracki
Aleksander Pracki herbu Późniak (zm. w grudniu 1655) – pułkownik, dowódca pułku wojsk polskich w czasie najazdu szwedzkiego w 1655 r.

## Życiorys
Wstąpił do zakonu ojców dominikanów w Krakowie. Po ukończeniu Seminarium otrzymał święcenia. Wystąpił z zakonu pod wpływem reformacji i wraz z innymi różnowiercami, zwolennikami protestanckiej Szwecji w czasie potopu szwedzkiego wziął udział w zjeździe przemyskiej szlachty i został wybrany ich dowódcą.
Razem ze Szwedami, brał udział w rabunkach, gwałtach i mordach dokonywanych na ludności Podkarpacia, co spowodowało, że miejscowi chłopi i mieszczanie zaczęli organizować się w oddziały, na czele których stanął por. Gabriel Wojniłłowicz i wraz ze swoją chorągwią postanowił rozprawić się ze zdrajcą  A. Prackim, z jego oddziałami i ze Szwedami.
7 grudnia 1655 doszło do rozstrzygającej bitwy pod Krosnem. Po przełomowym zwycięstwie Gabriela Wojniłłowicza, Pracki dostał się do niewoli i po postawieniu mu zarzutów zdrady Rzeczypospolitej, oraz  po wydaniu wyroku kary śmierci, został rozstrzelany na  krośnieńskim Rynku.